# Esclerito (artrópodes)
Nos artrópodes, os escleritos são placas de quitina que fazem parte do seu revestimento, unidas por suturas ou sulcos.
Ao considerar a união dos escleritos distinguimos anéis ou metâmeros que se designam da seguinte forma:
- dois escleritos dorsais - tergitos, que formam o tergo ou noto;
- dois escleritos ventrais - esternitos, que formam o esterno ou ventre;
- dois escleritos laterais - pleuritos, que formam a pleura.